# Daze/days
『daze/days』（デイズ/デイズ）は、じんの2枚目、スプリットシングルを含めると通算3枚目のシングル。2014年6月18日にウルトラシープよりリリースされた。

## 概要
前作より1年10ヶ月ぶりとなるシングル。それぞれ自身が原作を務めるアニメ「メカクシティアクターズ」のオープニングテーマ及びエンディングテーマに起用された。

### 仕様
「通常盤」「初回生産限定盤A」「初回生産限定盤B」の3形態で発売。すべてDVD付き。

## チャート成績
- 2014年6月30日付のオリコン週間ランキングでは週間3位にランクインした[3]。

## ミュージック・ビデオ
2014年5月29日に「daze」が、2014年6月13日に「days」公開。どちらも監督はしづ。

## 収録曲
CD
1. daze / じん ft. メイリア from GARNiDELiA
2. days / じん ft. Lia
3. daze / じん ft. メイリア from GARNiDELiA（short ver.）
4. days / じん ft. Lia（short ver.）
5. daze / じん ft. メイリア from GARNiDELiA（Instrumental）
6. days / じん ft. Lia（Instrumental）

DVD
1. daze [Music Video]
2. days [Music Video]
3. daze ["MEKAKUCITY ACTORS" non-credit OPENING MOVIE]
4. days ["MEKAKUCITY ACTORS" non-credit ENDING MOVIE]

初回生産限定盤A特典
- ドラマCD「the old days」
- 時系列年表「CHRONOLOGICAL」

初回生産限定盤B特典
- 小説
- 時系列年表「CHRONOLOGICAL」